# دیمین فورتادو
دیمین فورتادو (انگلیسی: Damien Furtado؛ زادهٔ ۸ مارس ۱۹۹۷) بازیکن فوتبال اهل فرانسه است.
از باشگاه‌هایی که در آن بازی کرده‌است می‌توان به باشگاه فوتبال ریو آوه اشاره کرد.